# Nationalisme européen
Le nationalisme européen, nationalisme pan-européen ou pan-européanisme est une mouvance politique favorable à la création d'une nation européenne (Europe-Nation unitaire) ou d'une confédération européenne (Europe confédérale). Le nombre de sympathisants est incalculable du fait qu'il n'existe aucun mouvement à l'heure actuelle capable de se présenter à des élections. Le terme a été apparemment inventé par Hannah Arendt en 1954 pour une idéologie (hypothétique ou postulée) du nationalisme fondée sur une identité paneuropéenne. Arendt a averti qu'un « nationalisme paneuropéen » pourrait découler de la culture du sentiment anti-américain en Europe.

## Histoire du nationalisme européen
On retrouve un intérêt pour une identité ou une fédération européenne chez des non-conformistes des années 1930 tels qu'Alexandre Marc et Pierre Drieu la Rochelle (notamment dans ses écrits politiques dont Le jeune européen). Le thème de la « Nation Europe » est utilisé par les fascistes italiens puis par les services de propagande du Troisième Reich. Ces Italiens détournent pour cela certains référents historiques, tel le Jeune Europe, fondé par Giuseppe Mazzini en 1834. La Waffen-SS, quant à elle, réforme sa doctrine raciale aryenne en 1942 afin de prétendre unifier les différentes ethnies du continent européen, la plupart de ses recrues étant non-allemandes, contre l'URSS.
À la fin de la Seconde Guerre mondiale, certains fascistes organisent deux structures ouvertement pro-européennes. Il y a la SS-Hauptamt qui envisage une Europe unifiée sans la Russie et divisée en grandes régions. Les fascistes de la République sociale italienne prônent la création d'une fédération européenne dans leur programme de Vérone de 1944.
Après guerre, le suédois Per Engdahl crée le Mouvement social européen (MSE) en 1951 avec notamment le néofasciste français Maurice Bardèche. Une faction plutôt néonazie, comprenant le français René Binet et le suisse Gaston-Armand Amaudruz, se sépare rapidement du MSE pour fonder le Nouvel ordre européen (NOE) la même année. Peu de temps après, l'américain Francis Parker Yockey, auteur de l'influent ouvrage Imperium, fonde le Front européen de libération, qui aura une existence assez brève. Il en sera de même pour le Mouvement populaire européen créé à la fin des années 1950 par Otto Strasser. En 1960, parallèlement à la fondation de Jeune Europe par le belge Jean Thiriart, ce dernier et l'anglais Oswald Mosley créent brièvement le Parti national-européen (National European Party). Mosley prône le nationalisme européen dans son ouvrage, Europe a Nation, et au sein de son parti britannique Union Movement. Jeune Europe disparaîtra en 1969. Lui succéderont quelques organisation pan-européennes de moindre importance telles le Comité de liaison des européens révolutionnaires et le Front européen de libération (la deuxième organisation à porter ce nom).

### Déclaration européenne de 1962
Dans sa « Déclaration européenne » du 1er mars 1962, le National Party of Europe appelle à la création d'un État-nation européen par l'intermédiaire d'un gouvernement européen commun et d'un Parlement européen élu, au retrait des forces américaines et soviétiques d'Europe et à la dissolution du pouvoir. Les Nations unies seront remplacées par un organisme international dirigé par les États-Unis, l'URSS et l'Europe, sur un pied d'égalité. Le territoire de l'État européen doit être celui de toutes les nations européennes hors de l'Union soviétique, y compris des îles Britanniques, et de leurs possessions d'outre-mer. Le mouvement reste actif dans les années 1960, mais est dissout pendant les années 1970.
Selon Nicolas Lebourg, après la Seconde Guerre mondiale, le nationalisme révolutionnaire européen a pour événement fondateur la réunion à Venise le 4 mars 1962 de l'essentiel des forces néo-fascistes ouest-européennes à l'initiative de Sir Oswald Mosley, résidant en France depuis 1952 et fondateur en 1948 de l'Union Movement. Il affirme que « l'Europe est une nation unitaire et la troisième force en devenir devant jouir du tiers Nord de l’Afrique ». Jean Thiriart, futur éminent doctrinaire du nationalisme-révolutionnaire et ancien membre de l'Association des Amis du Grand Reich Allemand est également convié. Ce dernier est convaincu de l'idée d'une nation européenne depuis 1961. Les deux hommes proposent de créer un parti nationaliste européen.
Dominique Venner et Alain de Benoist, fondateurs d'Europe-Action, ne souscrivent pas à ce projet au nom du refus d'une tutelle étrangère, tandis que les Allemands et Italiens se parviennent pas à surmonter leur querelle relative au Sud-Tyrol. Même si la réunion de Venise n'accouche pas d'un parti européen, les différents groupes s'engagent à en fonder un ultérieurement et à œuvrer pour « l’édification d’une Europe unitaire, tout à la fois troisième force et troisième voie entre l’URSS et le communisme et les États-Unis et le capitalisme ».

### Après la déclaration
D'anciens collaborateurs français influencent abondamment la Nouvelle Droite, les néo-fascistes. Dès les années 50, l'un des premiers d'entre eux, l'ancien Waffen-SS René Binet, se fait le propagandiste d'une Europe bâtie sur une union politico-raciale :

« La hiérarchie des races ne peut être fondée que sur leur confrontation et par la suite sur le respect des particularités et des traditions de chacune. […] Il nous appartient :
1) d’affirmer notre volonté de restituer à leurs traditions propres les races des pays colonisés par l’Europe ;
2) de substituer au régime colonialiste actuel un régime d’association dans le respect des traditions propres de chaque race, accompagné d’une ségrégation raciale sévère dans l’intérêt de chacun des contractants ;
3) de réclamer et de réaliser le retour des groupes allogènes dans leurs espaces traditionnels. »

Carte de l'Europe du monde blanc d'après Jean Mabire.

Carte de l'Eurafrique de Jean Thiriart.

Grâce aux contributions de Saint-Loup, René Binet, ou encore Francis-Parker Yockey, l'Europe des ethnies est consacrée comme « un thème central tant du néo-nazisme que du nationalisme révolutionnaire ». Europe-Action en fait son cheval de bataille grâce notamment au ralliement de Jean Mabire, qui en devient le rédacteur en chef. Ce dernier regrette que le IIIe Reich n'ait pas réussi son alliance avec l'URSS pour accoucher d'une Europe « qui soit une troisième force entre celle-ci et les États-Unis » afin d'unir « les patries charnelles » dans les « États-Unis d’Europe où flotteraient sous le même ciel gris les étendards de Normandie et d’Ukraine, de Prusse et de Catalogne, de Danemark et de Moravie ». D'après lui, l'Europe est « un cœur dont le sang bat à Johannesbourg et à Québec, à Sydney et à Budapest ».

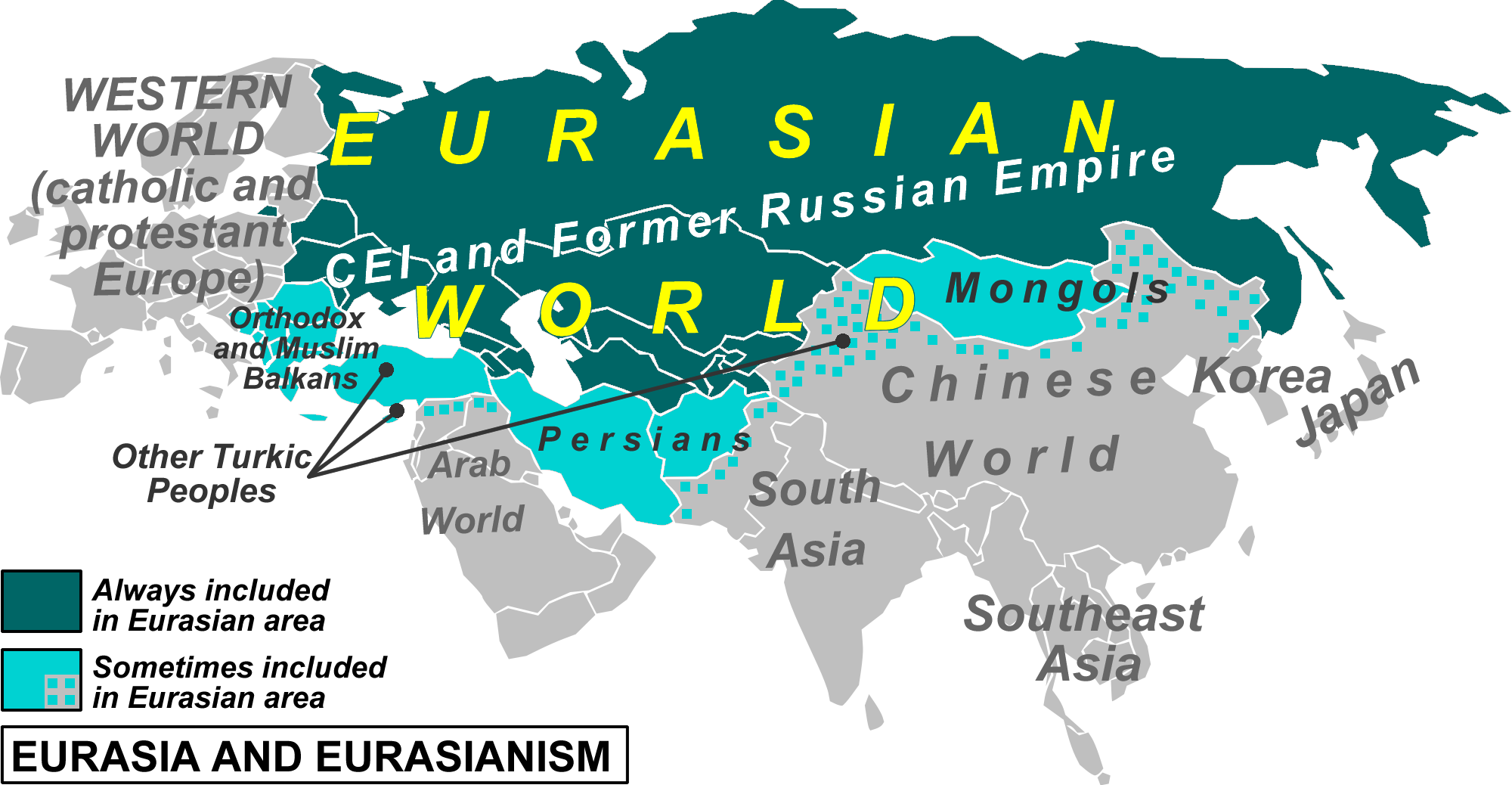
Carte des premières conceptions eurasiennes.

En 1964, Jean Thiriart, avant Europe-Action, prônait la construction du monde blanc, « communauté de Narvik au Cap, de Brest à Bucarest » dont le mouvement Troisième Voie adopte une ligne similaire. Jean Thiriart parle également d'un « empire de 400 millions d'hommes » à propos de l'Europe. Il fait sienne l'Eurafrique défendue par Mosley, en affirmant que les Arabes sont Européens et que grâce à l'intégration du monde arabe à l'Europe celle-ci aura « accès aux sources de pétrole, le verrouillage de l’URSS, le contrôle de l’Afrique, l’accès à l’Océan indien, le contact géographique avec l’Asie, la Méditerranée devenue un lac »,. Les populations noires seraient reléguées en une nation au sud qui leur serait dévolue, au motif de la protection de l'arriéré face au civilisé qui ne pourrait être que tenté de réduire le premier en esclavage.
En 1965, Saint-Loup publie Les Hérétiques, ouvrage fondamental dans l'élaboration idéologique d'Europe-Action, puis de la Nouvelle droite, dans lequel il mentionne « l'existence dans la S.S. d'un courant pro-Europe des ethnies et anti-pangermanisme, et en appelle ainsi à l'édification d'une Europe qui soit une fédération völkisch ». Saint-Loup soutient que la Waffen-SS n'était pas l'armée de l'impérialisme nazi mais une armée européenne prête à réaliser l'unité du continent contre le bolchévisme. Saint-Loup s'investit plus tard dans l'écriture militante avec Europe-Action puis dans Devenir européen, organe « ethniste-socialiste » de l'ancien Waffen-SS Yves Jeanne, où ils partagent leurs vues d'une Europe des ethnies et d'une alliance blanche mondiale. Dans une optique nettement plus régionaliste, et des préférences économiques d'inspiration proudhonienne, le militant breton Yann Fouéré publiera son ouvrage L'Europe aux cent drapeaux en 1968. L'ouvrage est notamment préfacé par Alexandre Marc, partisan d'un fédéralisme européen déjà évoqué.
Nouvelle Résistance, fondé par Christian Bouchet en 1992, évoque une Eurasie à construire tandis que le collectif Terre et Peuple de Pierre Vial (tous deux néo-droitiers à l'origine) préfère la formulation de Guillaume Faye « d'Eurosibérie ». Ce terme désigne strictement le « monde blanc », sans mixité raciale où l'islam n'aurait pas sa place. L'Eurosibérie émergerait après une prétendue inéluctable guerre des races au sein des sociétés multiraciales. Alexandre Douguine, comme Nouvelle Résistance, envisage plutôt l'Eurasie comme un territoire multi-ethnique où l'islam serait un pilier.
Certains groupes ont antérieurement soutenu le processus de construction européenne comme Unité radicale ou Nouvelle Résistance, qui ont appelé à voter « Oui » au référendum français sur le traité de Maastricht avant de se raviser et de soutenir l'abstention comme position révolutionnaire. Avant cela, François Duprat, au travers d'Ordre nouveau, soutient l'abandon des barrières douanières.

### Situation actuelle
En 2014, Raphael Schlembach décrit l'existence d'« une forme de nationalisme paneuropéen — une « Europe pour les Européens » — fondée sur l'anti-américanisme et l'ethno-pluralisme » au sein de « certaines sections » du néo-fascisme européen. En effet, les organisations nationalistes européennes ont continué d'exister à une échelle mineure après la désintégration du Parti national de l'Europe dans les années 1970, mais aucun groupe ne prône un « État-nation européen ».
Selon des universitaires, d'anciens groupes nationalistes européens proposent désormais un fédéralisme ethnique européen fondé sur une idéologie de « culturalisme européen » ou, selon Dimitri Almeida, ont subi un « virage eurosceptique », l'idéologie du nationalisme européen étant largement remplacée par l'euroscepticisme des années 2010.
Le nationalisme européen ne doit cependant pas être confondu avec le fédéralisme européen, né dans la Résistance et débouchant sur la création de l'Union des fédéralistes européens. Ce dernier est par nature anti-nationaliste, protecteur des droits fondamentaux et humaniste.

## Les partis nationalistes européens
En France, le nationalisme européen peut être représenté au sein d'au moins quatre organisations :
- Le Réseau radical, structure désormais remplacée par Les Nôtres, a pu relever d'une forme de nationalisme européen, mais dans un sens davantage eurasiatique (Eurasie) et était explicitement anti-sioniste et anti-américain.
- Les Identitaires, eux, sont surtout animés par des motivations fédéraliste (région-nation-civilisation), personnaliste (ni individualiste, ni collectiviste), archéo-futuriste, anti-consumériste et anti-hédoniste, etc.
- L'association culturelle Terre et Peuple, animée par l'universitaire Pierre Vial.
- Le groupuscule Parti des forces nationalistes, nouvelle dénomination du courant contre-révolutionnaire du PFN après 1986, prône quant à lui une union confédérale des nations européennes « de Lisbonne à Moscou et de Rome à Oslo » sur la base de valeurs communes issues d'un triple héritage grec, romain et chrétien en définissant des principes fondamentaux de vie en société largement inspirés de la doctrine sociale de l'Église ainsi que du corporatisme.

En Belgique,
- La principale structure nationaliste européenne est le groupe Synergies européennes, animé par Robert Steuckers. Il est considéré comme proche de la Nouvelle Droite.
- Le Parti communautaire national-européen, se réclamant de la pensée de Jean Thiriart, animé par Luc Michel, mouvement actuellement en sommeil.
- Le mouvement Nation inclurait des partisans du nationalisme européen en son sein.

## Les tendances du nationalisme européen
Il existerait deux tendances dans la mouvance nationaliste européenne qui divergent :
- Les partisans d'une confédération européenne reconnaissent les nations européennes existantes, vision défendue par l'Eurodroite aujourd'hui dissoute.
- Les partisans d'une Europe unitaire qui, au contraire, défendent l'idée d'une seule nation européenne, prônant la suppression des nations européennes existantes pour remplacer celles-ci par une nation européenne unitaire comme le défendait Jean Thiriart, Jeune Europe et l'Union Movement.